# One Shot Cartoon!
Le migliori canzoni dei cartoni animati riunite in questo album della collana One Shot dalla Universal Music.

## One Shot Cartoon!
| Traccia | Artista                   | Titolo                          | Durata |
| ------- | ------------------------- | ------------------------------- | ------ |
| 1       | Elisabetta Viviani        | Heidi                           | 2.51   |
| 2       | Rocking Horse             | Candy Candy                     | 3.14   |
| 3       | Actarus                   | Ufo Robot                       | 2.55   |
| 4       | I Cavalieri del Re        | Lady Oscar                      | 3.13   |
| 5       | Superobots                | Il Grande Mazinger              | 3.22   |
| 6       | Castellina Pasi           | Le nuove avventure di Lupin III | 2.45   |
| 7       | Katia Svizzero            | L'Ape Maia                      | 3.41   |
| 8       | La banda dei bucanieri    | Capitan Harlock                 | 3.00   |
| 9       | I Piccoli Stregoni        | Bia, la sfida della magia       | 2.31   |
| 10      | Georgia Lepore            | La Fantastica Mimì              | 3.33   |
| 11      | Actarus                   | Goldrake                        | 3.25   |
| 12      | I Ragazzi di Remì         | Remì (Le sue Avventure)         | 3.04   |
| 13      | Rocking Horse             | Lulù                            | 3.54   |
| 14      | Superobots                | Jeeg Robot                      | 2.44   |
| 15      | I Micronauti              | Daitarn III                     | 3.21   |
| 16      | I cavalieri di Silverland | La Principessa Sapphire         | 3.23   |
| 17      | Riccardo Zara             | L'Uomo Tigre                    | 3.30   |
| 18      | I Mostriciattoli          | Carletto E I Mostri             | 2.00   |